# 東寺真言宗
東寺真言宗（とうじしんごんしゅう）是日本真言宗系佛教宗派之一，屬於古義真言宗。總本山是教王護國寺（東寺）。宗祖是空海（弘法大師）。和真言宗東寺派是不同的宗派。

## 宗紋
- 雲形（東寺雲）

## 寺格（順不同）
- 總本山 教王護國寺（東寺）（京都府京都市南區）
- 大本山 石山寺（滋賀縣大津市）
- 別格本山 觀智院（京都市南區）、雲照寺（東京都渋谷區）、大龍寺（神戶市中央區）、法興寺（山口縣宇部市）、清瀧寺（岡山縣津山市）
- 準別格本山 　寶菩提院（京都市南區），大日寺 （页面存档备份，存于）（徳島縣板野郡）、西代寺 （页面存档备份，存于）（神戸市長田区）、了德院（大阪市福島區）
- 中本寺（一等格院）
- 小本寺（二等各院）
- 孫末寺（三等各院）

## 沿革
東寺真言宗的歷史始於教王護國寺（東寺）的開創。823年（弘仁14年），嵯峨天皇下賜教王護國寺給空海，成為真言密教的根本道場。
進入明治時代後，根據明治政府的宗教政策，真言宗和古義真言宗、新義真言宗各派各派連合，1879年（明治12年）教王護國寺做為總本山連合。
1901年（明治34年），教王護國寺和山階派・小野派・泉涌寺（古義真言宗）連合，但又分裂，於1907年（明治40年），以教王護國寺為總本山的真言宗東寺派獨立，真言宗就此解體。
太平洋戰爭之時，因政府的宗教政策，古義真言宗派和新義真言宗派再度統合，成為大真言宗。戰後，從大真言宗獨立，1946年（昭和21年），回復真言宗東寺派之舊稱。
1963年（昭和38年），以回復教王護國寺為中心之宗派型態為目的的東寺真言宗從真言宗東寺派分派獨立。

## 宗務組織
- 管長（東寺真言宗管長・教王護國寺長者）
- 東寺真言宗宗議會

1. 預算委員會
2. 決算委員會
3. 宗議員（15名）
4. 議長
5. 副議長

- 宗務總長
- 庶務部
- 財務部
- 法會部
- 教學部

## 僧階・僧籍
- 1級　　大僧正
- 2級　　權大僧正
- 3級　　中僧正
- 4級　　權中僧正
- 5級　　少僧正
- 6級　　權小僧正
- 7級　　大僧都
- 8級　　權大僧都
- 9級　　中僧都
- 10級　　權中僧都
- 11級　 少僧都
- 12級　 權小僧都
- 13級　 大律師
- 14級　 律師
- 15級 　權律師

## 關聯組織
- 東寺真言宗青年會
- 東寺真言宗布教師會
- 寺族婦人會

## 教育機關
- 東寺傳法學院（教王護國寺內）
- 種智院大學（協同經營）
- 洛南高等學校・附屬中學校（協同經營）
- 西京極幼稚園（學校法人東寺學園）

## 設施
- 東寺寶物館（教王護國寺內）

　春季（3月20日～5月25日）・秋季（9月20日～11月25日）に開館
- 東寺洛南會館（宿坊）

## 教義
古義真言宗之教義。

## 外部連結
- 東寺真言宗 總本山教王護國寺（東寺） （页面存档备份，存于）
- 種智院大學 （页面存档备份，存于）
- 洛南高等學校・付屬中學校 （页面存档备份，存于）